# CD Chivas USA
Club Deportivo Chivas USA, kurz CD Chivas USA, war ein Franchise der Profifußball-Liga Major League Soccer (MLS) aus Carson, Kalifornien. Die Mannschaft spielte von 2005 bis 2014 in der Major League Soccer, der höchsten professionellen Fußballliga in den Vereinigten Staaten und Kanada.
Das Franchise wurde 2004 gegründet und war die elfte Mannschaft, die an der MLS teilnahm. Die Chivas USA waren ursprünglich ein Tochterunternehmen des mexikanischen Fußballvereins Deportivo Guadalajara.
Besitzer des Franchise war bis Anfang 2014 Jorge Vergara. Die MLS kaufte die Rechte an dem Franchise zurück und stellte am Ende der Saison 2014 alle Tätigkeiten ein. Nach der Auflösung des Franchises wurde bekannt, dass ab der Saison 2017 eine neue Mannschaft aus Los Angeles, der Los Angeles FC, diesen Platz einnehmen werde.

## Geschichte
Gegründet wurde der Club Deportivo Chivas USA am 2. August 2004. In ihrem ersten Spiel, das am 2. April 2005 im Home Depot Center gegen DC United ausgetragen wurde, verlor die Mannschaft mit 0:2. Von den folgenden neun Spielen konnte nur eines gewonnen werden. Aus diesem Grund wurde der erste Trainer der Mannschaft, Thomas Rongen, zum Sportdirektor ernannt und der bisherige Assistenztrainer Javier Ledesma übernahm seine Aufgaben auf Interimsbasis. Am 3. Juni 2005 wurde der Niederländer Hans Westerhof neuer Trainer der Chivas. Auch dieser brachte nicht die erhoffte Wendung. Am Ende der Saison standen die Goats auf dem letzten Platz der Western Conference mit lediglich vier Siegen aus 32 Spielen. Westerhoff wurde daraufhin nicht für die nächste Saison weiter beschäftigt. Die erste Teilnahme am US Open Cup endete, nach einem Sieg gegen die Charlotte Eagles, mit der Niederlage gegen Los Angeles Galaxy im Achtelfinale.
Am 23. November 2005 übernahm Bob Bradley das Amt des Cheftrainers. Unter ihm konnten die Chivas in der Saison 2006, im Vergleich zum Vorjahr, erfolgreich aufspielen. Mit insgesamt 10 Siegen und nur 9 Niederlagen erreichte das Team den 3. Platz der Western Conference und damit die Qualifikation für die Play-offs. Dort trafen die Goats auf Houston Dynamo. Das erste Spiel konnte mit 2:1 gewonnen werden. Im Rückspiel siegte Houston mit 2:0, wodurch die Chivas ausschieden. Bradley wurde mit dem „MLS Coach of the Year Award“ ausgezeichnet und Jonathan Bornstein erhielt den „MLS Rookie of the Year Award“ als bester Nachwuchsspieler der Liga. Am Ende der Saison übernahm Bradley das Amt des Trainers der US-amerikanischen Fußballnationalmannschaft. Sein Nachfolger wurde der ehemalige MLS-Spieler Predrag "Preki" Radosavljević.
Die Saison 2007 war die bisher erfolgreichste Spielzeit für die Chivas. Die Mannschaft erreichte den 1. Platz in der Western Conference, schied aber wie im Vorjahr im ersten Play-off-Spiel aus. Preki wurde zum Trainer des Jahres ernannt und Stammtorhüter Brad Guzan erhielt die Auszeichnung zum besten Torhüter der Liga.
2008 nahm CD Chivas USA zum ersten Mal an einem internationalen Turnier teil. In der zweiten Ausgabe der SuperLiga belegte die Mannschaft den dritten Platz in der Gruppenphase. Durch einen zweiten Platz in der Western Conference erreichte das Team wiederum die Play-offs und genauso wie in den beiden Jahren davor verlor man in der ersten Begegnung. Zum ersten Mal wurden mit Jonathan Bornstein und Sacha Klještan Spieler für das MLS All-Star Game nominiert. Kljestan gehörte in dieser Saison zu einem der stärksten Spieler der Mannschaft und wurde sogar am Saisonende in die beste Elf der Liga gewählt.
Die Saison 2009 endete mit einem vierten Platz in der Western Conference. Zach Thornton übernahm die Position des Stammtorhüters nachdem Brad Guazan nach Aston Villa wechselte. Er wurde später auch zum „MLS Goalkeeper of the Year“ gewählt. In den Play-offs unterlagen die Chivas, trotz eines 2:2 im ersten Spiel, gegen LA Galaxy. Martin Vasquez übernahm am Ende der Saison das Amt des neuen Cheftrainers. Radosavljević verließ im gegenseitigen Einvernehmen vorher das Team.
Die Chivas starteten in die Saison 2010 mit zwei Niederlagen. Am Ende der Regular Season belegte die Mannschaft den letzten Platz in der Western Conference. Nur DC United erreichte in der Gesamttabelle weniger Punkte. Auf Grund dieser schlechten Leistung wurde Martin Vasquez nach nur einem Jahr Amtszeit entlassen.
Trotz des schlechten Abschneidens in der Liga, erreichte die Mannschaft im US Open Cup das Halbfinale. Dort unterlagen sie den Seattle Sounders mit 1:3.
Am 4. Januar 2011 wurde Robin Fraser als neuer Trainer benannt.
Am 29. August 2012 übernahmen Vergara und seine Frau Angélica Fuentes die Anteile an dem Franchise von Antonio and Lorenzo Cué. Damit waren sie alleiniger Besitzer der Chivas. Aber auch in den kommenden Jahren konnte sich die Mannschaft nicht für die Play-offs qualifizieren.
Am 20. Februar 2014 kaufte die MLS das Franchise von Vergara zurück. Der Verein wird zum Ende der Saison 2014 aufgelöst. Als Ersatz ist ein neuer Verein aus Los Angeles ab der Saison 2017 geplant.

## Farben und Wappen
Die Heimtrikots von CD Chivas USA hatten dieselben Farben wie jene von Deportivo Guadalajara. Auch das Logo wurde an das des mexikanischen Elternvereins angelehnt, allerdings entfallen die elf Sterne, die bei Deportivo Guadalajara für die gewonnenen Meisterschaften stehen.

## Stadion
- StubHub Center; Carson, Kalifornien (2005–2014)
- Harder Stadium; Santa Barbara, Kalifornien (2006) 1 Spiel im US Open Cup
- Titan Stadium; Fullerton, Kalifornien (2008, 2010) 2 Spiele US Open Cup und in der North American SuperLiga

Die Heimspiele wurden im StubHub Center, welches sich auf dem Campus der California State University, Dominguez Hills in Carson, Kalifornien befindet, ausgetragen. Das 27.000 Zuschauer fassende Stadion teilten sich die Chivas mit Los Angeles Galaxy.
Als Ausweichmöglichkeiten standen noch das Harder Stadium, welches sich in Santa Barbara befindet, und das in Fullerton liegende Titan Stadium zur Verfügung. Diese Stadien wurden hauptsächlich dann genutzt wenn Galaxy und Chivas am selben Tag Heimspiele austragen müssen, wie z. B. im US Open Cup.

## Fans und Sponsoren

### Fangruppierungen
Die größte Fangruppierung waren die Legión 1908. Diese Gruppierung ist international vertreten und unterstützt auch die mexikanische Vertretung der Chivas.
Die Union Ultras waren die erste Fangruppierung, die sich im Umfeld von Chivas USA gebildet hat. Sie besteht aus ca. 150 Mitgliedern. Im Stadion hatten diese ihre Plätze direkt gegenüber dem Legión 1908 Bereich. Die Ultras unterstützten nur die Chivas USA und nicht wie Legion auch CD Guadalajara.
Eine der neuesten Fangruppierungen waren die Black Army 1850. Sie gründeten sich 2010.

### Sponsoren
Ab dem 16. Mai 2007 war der größte mexikanische Farbenhersteller, die Comex Group, Hauptsponsor der Chivas. Bis zur Saison 2010 gab es aber keinen Aufdruck des Sponsors auf den Trikots der Mannschaft. Am 1. April 2010 liefen die Goats zum ersten Mal mit Sponsorenwerbung auf. Der Sponsor war Extra, eine Ladenkette für Convenience-Produkte, welche zur Grupo Modelo gehört.
Neben dem Ausrüster Adidas gehörten The Home Depot, Time Warner Cable, The Walt Disney Company, Budweiser, National Automotive Parts Association und die VISA International Service Association zu den weiteren Sponsoren des Teams.
Darüber hinaus unterzeichneten die Chivas am 25. Januar 2011 einen Vertrag mit der Corona Beer Company.

## Medien
FSN West/FSN Prime Ticket und KDOC-TV hatten die Rechte alle Spiele der Chivas, welche nicht national ausgestrahlt werden, zu übertragen. Von diesen Spiele übertrug FSN West/FSN Prime Ticket die meisten. 2010 wurden alle Spiele der Goats entweder im nationalen oder regionalen Fernsehen gezeigt.
Der Partner für die Übertragung in spanischer Sprache war der Radiosender W Radio 690 AM und der Fernsehsender KWHY-TV, welcher eine Tochtergesellschaft von NBC Universal ist.

## Zielgruppe
Zielgruppe des Teams waren die im Großraum Los Angeles lebenden Mexikaner bzw. US-Amerikaner mexikanischer Abstammung. Diese ethnische Gruppe hatte bisher die MLS weitestgehend ignoriert und sich eher auf die mexikanische Liga konzentriert. Clubbesitzer Jorge Vergara versprach, dass die Hauptsprache des Vereins spanisch sein wird. Dies äußerte sich schon im Werbeslogan "Adiós soccer. ¡El fútbol está aquí!" (span.: Auf Wiedersehen, Soccer. Fußball ist hier!).

## Rivalitäten
Auf lokaler Ebene waren die Los Angeles Galaxy ein Rivale von CD Chivas. Hierbei handelte es sich um das einzige wirkliche Lokalderby der MLS. Beide Mannschaften spielten während einer MLS-Saison das „Honda SuperClassico“ aus. Im Gegensatz zu den anderen „MLS Two Team-Cups“ wurde keine Trophäe an den Sieger vergeben.
Eine größere Rivalität bestand zwischen CD Chivas und Real Salt Lake. Der Club aus Utah wurde wie Chivas 2005 in die MLS aufgenommen.

## Spieler und Mitarbeiter

### Letzter Profikader
Stand: 26. August 2014
| Nr. |                    | Position | Name                 |
| --- | ------------------ | -------- | -------------------- |
| 1   | Vereinigte Staaten | TW       | Dan Kennedy          |
| 2   | Vereinigte Staaten | AB       | Bobby Burling        |
| 3   | Vereinigte Staaten | AB       | Carlos Bocanegra     |
| 4   | Neuseeland         | AB       | Tony Lochhead        |
| 5   | Argentinien        | MF       | Martin Rivero        |
| 6   | Vereinigte Staaten | MF       | Matt Dunn            |
| 8   | Argentinien        | MF       | Agustin Pelletieri   |
| 9   | Mexiko             | ST       | Erick Torres         |
| 11  | Argentinien        | ST       | Leandro Barrera      |
| 12  | Vereinigte Staaten | MF       | Marco Delgado        |
| 13  | Vereinigte Staaten | AB       | Michael Nwiloh       |
| 14  | Japan              | AB       | Akira Kaji           |
| 15  | Vereinigte Staaten | MF       | Eric Avila           |
| 16  | Vereinigte Staaten | AB       | Andrew Jean-Baptiste |

| Nr. |                    | Position | Name               |
| --- | ------------------ | -------- | ------------------ |
| 17  | Vereinigte Staaten | MF       | Thomas McNamara    |
| 18  | Honduras           | MF       | Marvin Chavez      |
| 19  | Vereinigte Staaten | ST       | Ryan Finley        |
| 20  | Ecuador            | ST       | Félix Borja        |
| 21  | Vereinigte Staaten | ST       | Kristopher Tyrpak  |
| 22  | Vereinigte Staaten | ST       | Eriq Zavaleta      |
| 23  | Vereinigte Staaten | TW       | Trevor Spangenberg |
| 24  | Vereinigte Staaten | MF       | Nathan Sturgis     |
| 25  | Vereinigte Staaten | AB       | Donald Toia        |
| 29  | Vereinigte Staaten | ST       | Caleb Calvert      |
| 30  | Ecuador            | MF       | Oswaldo Minda      |
|     | Ecuador            | ST       | Luis Bolaños       |
|     | England            | MF       | Nigel Reo-Coker    |
|     | Kolumbien          | AB       | Jhon Hurtado       |

### Letzter Trainerstab
Stand: 26. August 2014
- Wílmer Cabrera (Trainer)
- Paul Caffrey (Assistenztrainer)
- Othoniel Gonzalez (Assistenztrainer)
- Paul Grafer (Torwarttrainer)
- Manuel Tejeda (Team Administrator)

### Bisherige Trainer
Erster Trainer der Chivas war der Niederländer Thomas Rongen. Nach nur zehn Ligaspielen wurde dieser jedoch schnell entlassen. Erster Trainer mit amerikanischer Staatsangehörigkeit war der spätere US-Nationaltrainer Bob Bradley. Letzter Chefbetreuer war Wílmer Cabrera.

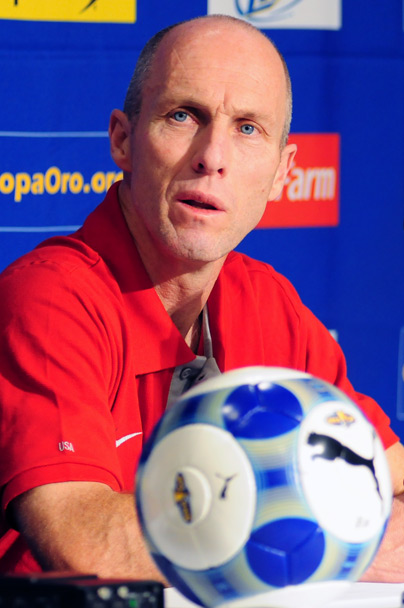
Bob Bradley (2006).

| Name des Trainers            | Zeitraum  |
| ---------------------------- | --------- |
| Thomas Rongen                | 2005      |
| Javier Ledesma (Interim)     | 2005      |
| Hans Westerhof               | 2005      |
| Bob Bradley                  | 2006      |
| Predrag Radosavljević        | 2007–2009 |
| Martin Vasquez               | 2010      |
| Robin Fraser                 | 2011–2012 |
| José Luis Sánchez Solá       | 2012–2013 |
| Sacha van der Most (interim) | 2013      |
| José Luis Real               | 2013      |
| Wílmer Cabrera               | 2014      |

## Erfolge
- MLS Supporters’ Shield
  - 2. Platz (1): 2007
- MLS Western Conference
  - Sieger (Regular Season) (1): 2007
- weitere Erfolge
  - Honda SuperClasico (1): 2007

## Statistiken

### Saisonbilanz
| Saison | Regular Season  | Play-offs          | Lamar Hunt U.S. Open Cup | CONCACAF Champions League |
| ------ | --------------- | ------------------ | ------------------------ | ------------------------- |
| 2005   | 6. Platz (West) | nicht qualifiziert | Achtelfinale             | nicht qualifiziert        |
| 2006   | 3. Platz (West) | Viertelfinale      | 3. Runde                 | nicht qualifiziert        |
| 2007   | 1. Platz (West) | Viertelfinale      | Achtelfinale             | nicht qualifiziert        |
| 2008   | 2. Platz (West) | Viertelfinale      | Achtelfinale             | nicht qualifiziert        |
| 2009   | 4. Platz (West) | Viertelfinale      | Achtelfinale             | Vorrunde                  |
| 2010   | 8. Platz (West) | nicht qualifiziert | Halbfinale               | nicht qualifiziert        |
| 2011   | 8. Platz (West) | nicht qualifiziert | 1. Runde                 | nicht qualifiziert        |
| 2012   | 9. Platz (West) | nicht qualifiziert | Halbfinale               | nicht qualifiziert        |
| 2013   | 9. Platz (West) | nicht qualifiziert | 4. Runde                 | nicht qualifiziert        |
| 2014   | 7. Platz (West) | nicht qualifiziert | 4. Runde                 | nicht qualifiziert        |

1. ↑  Der Wettbewerb beginnt jeweils im Herbst des vorherigen Jahres. Bis 2008 unter dem Namen CONCACAF Champions' Cup.

### Vereinsrekorde
Diese Rekorde beziehen sich auf die Regular Season:
- Meiste Spiele: Dan Kennedy, 144
- Meiste Tore: Ante Razov, 30
- Meiste Assists: Sacha Klještan, 33
- Meiste Spiele ohne Gegentor: Brad Guzan, 24

### Besucherschnitt
Regular Season / Play-offs
- 2005: 17.080[10] / nicht qualifiziert
- 2006: 19.840[11] / 15.110[8]
- 2007: 14.305[12] / 19.711[8]
- 2008: 15.114 / 19.265[8]
- 2009: 15.091 / 25.218[8]
- 2010: 14.575 / nicht qualifiziert
- 2011: 14.830 / nicht qualifiziert
- 2012: 13.056 / nicht qualifiziert
- 2013: 8.366 / nicht qualifiziert
- 2014: 7.063 / nicht qualifiziert